# Magong (sockenhuvudort i Kina, Sichuan Sheng, lat 32,33, long 105,03)
Magong (kinesiska: 马公) är en sockenhuvudort i Kina. Den ligger i provinsen Sichuan, i den sydvästra delen av landet, omkring 210 kilometer nordost om provinshuvudstaden Chengdu. Antalet invånare är 1 138. Befolkningen består av 525 kvinnor och 613 män. Barn under 15 år utgör 13,0 %, vuxna 15-64 år 70 %, och äldre över 65 år 16,0 %.
Runt Magong är det tätbefolkat, med 319 invånare per kvadratkilometer. Närmaste större samhälle är Liangshui, 18,5 km öster om Magong. I omgivningarna runt Magong växer i huvudsak blandskog.
Genomsnittlig årsnederbörd är 1 207 millimeter. Den regnigaste månaden är juli, med i genomsnitt 336 mm nederbörd, och den torraste är december, med 1 mm nederbörd.